# Pseudophimosia sexlineata
Pseudophimosia sexlineata là một loài bọ cánh cứng trong họ Cerambycidae.